# Nemanja Mihajlović
Nemanja Mihajlović (cyr. Немања Михајловић, ur. 19 stycznia 1996 w Belgradzie) – serbski piłkarz występujący na pozycji pomocnika lub napastnika.

## Kariera klubowa
Swoją karierę piłkarską rozpoczął w FK Rad. Jego debiut miał miejsce 3 kwietnia 2013 przeciwko FK Donji Srem. 16 sierpnia 2014 strzelił swojego pierwszego gola w lidze – miało to miejsce w meczu przeciwko Boracowi Čačak. 28 grudnia 2015 podpisał trzyletni kontrakt z FK Partizan, dla którego rozegrał 40 ligowych spotkań i zdobył 8 goli. W sezonie 2015/16 zdobył Puchar Serbii, natomiast w sezonie 2016/17 wywalczył dublet. W połowie 2017 roku przeszedł do sc Heerenveen. W Eredivisie zanotował 26 występów i strzelił 3 bramki. 
W styczniu 2020 roku związał się półtoraroczną umową z Arką Gdynia, lecz rozwiązał ją już po pół roku. We wrześniu 2020 podpisał kontrakt z tureckim drugoligowym Bolusporem, z którego w lutym 2021 został wypożyczony na pół roku do Balikesirsporu, również występującego w tureckiej drugiej lidze. We wrześniu 2021 przeszedł z Bolusporu do serbskiego ekstraklasowego Spartaka Subotica.

## Kariera reprezentacyjna
W latach 2011–2017 występował w młodzieżowych reprezentacjach Serbii w kategorii U-16, U-17, U-19 oraz U-21. 25 marca 2016 Mihajlović zadebiutował w kadrze U-21 w spotkaniu przeciwko Andorze (4:0) w kwalifikacjach do Mistrzostw Europy U-21 2017. 
Mihajlović jednokrotnie został powołany do seniorskiej reprezentacji Serbii (w maju 2016 na mecze towarzyskie z Cyprem, Izraelem i Rosją), w której nie zdołał jednak zadebiutować.

## Sukcesy

### Zespołowe
FK Partizan
- mistrzostwo Serbii: 2016/17
- Puchar Serbii: 2015/16, 2016/17

### Indywidualne
- wybór do drużyny sezonu Super Ligi: 2015/16